# Бухиред, Джамиля
Джамиля́ Бухиред (араб. جميلة بوحيرد‎; род. в 1935) — алжирская революционерка, одна из известнейших женщин-участниц национально-освободительной борьбы Алжира.

## Биография
Выросла в семье среднего класса, окончила французскую школу и присоединилась к алжирскому Фронту национального освобождения (ФНО). Позже она работала как связная и личный помощник командующего ФНО Ясефа Сээди в Алжире.
В апреле 1957 года её ранили в перестрелке и взяли в плен французские войска. Она была признана виновной в терроризме и приговорена к смерти, но это требование было отменено после кампании в СМИ и борьбе её французского адвоката, Жака Вержеса. Она была освобождена в 1962 году и стала героиней в Алжире.
Джамиля Бухеред и Жак Вержес, который принял ислам в итоге поженились и сотрудничали в алжирском журнале «Революционная Африка». Она была одной из трёх террористок ФНО, изображённых в фильме 1966 года «Битва за Алжир».
Она была изображена в фильме «Джамиля» (1958) египетским кинорежиссёром Юсефом Шахином.
В 2007 году вышел фильм «Адвокат террора» (L’Avocat de la terreur), где описываются события её ареста и защиты в судебном процессе адвокатом и её будущим мужем Верже.